# To Nightwish with Love
To Nightwish with Love é um filme finlandês do gênero documentário lançado em 2016 e dirigido por Kaisa Alenius e Harto Hänninen.

## Enredo
Fãs da banda Nightwish ao redor do mundo gravam filmagens amadoras de seus cotidianos contando como a banda finlandesa e sua música possuem um grande poder e exercem uma enorme influência sobre suas vidas. Alguns deles recebem a notícia de que terão a oportunidade de atender a um dos concertos da banda, bem como conhecê-los, na Wembley Arena, em Londres na noite de 19 de dezembro de 2015.

## Estreia
A estreia do filme ocorreu em 20 de agosto de 2016 na Finlândia, horas antes do concerto comemorativo de vinte anos do Nightwish no Himos Park, em Jämsä. O longa também foi exibido simultâneamente via livestream através do website oficial do canal Yle. A reação dos membros da banda e de alguns fãs que estavam no local foi mostrada online e ao vivo na página oficial do Nightwish no Facebook.
Na semana seguinte, em 28 de agosto, o documentário foi reprisado na televisão e acompanhado por uma gravação inédita da banda tocando no México em 2015.